# Sakien Ajtżanow
Sakien Ajtżanow (ros. Сакен Айтжанов; ur: 1 stycznia 1993) – kazachski zapaśnik walczący w stylu wolnym. Siódmy w Pucharze Świata w 2018. Wicemistrz Azji juniorów w 2011 i trzeci w 2013 roku.